# Elektronische Stimmabgabe
Unter elektronischer Stimmabgabe (e-voting) waren ursprünglich beliebige elektronische Hilfsmittel zur Stimmabgabe und zum Auszählen der Stimmen gemeint. Dazu gehörten beispielsweise der Einsatz von Wahlcomputern im Wahllokal oder erste Ansätze zu Wahlen über das Internet (i-voting) vom heimischen PC aus.
Heute geht es um zuverlässige, sichere Systeme, die eine elektronische Stimmabgabe via Internet (möglicherweise auch über Mobilgeräte), unterstützen. Dem heutigen Stand der IT / ICT entsprechend, werden die Daten in weiteren Systemen verarbeitet, von denen sie aber strikt getrennt sind. Eine andere wichtige Leistung ist die Gewährleistung des Wahlgeheimnisses.
Dabei muss auch die sogenannte Verifizierbarkeit gewährleisten, dass Fehlfunktionen im Abstimmungs-/Wahlablauf, Softwarefehler, menschliche Fehlleistungen oder Manipulationsversuche erkannt und korrigiert werden können. Dazu gehört auch, dass Abstimmende zuverlässig kontrollieren können, dass ihre Stimme das System unverändert erreicht hat und nicht – beispielsweise durch ein Schadprogramm auf dem verwendeten Computer – manipuliert wurde.
Häufig wird der englischsprachige Begriff E-Voting (e- von electronic) verwendet, seltener auch E-Balloting (E-Abstimmen). Mit E-Collecting werden ICT-Systeme bezeichnet, die das Sammeln von Unterschriften unterstützen – für Petitionen, Volksinitiativen (in Deutschland auch Bürger-/Volksbegehren, Bürger-/Volksinitiative (D)), Referenden.

## Arbeiten an der elektronischen Stimmabgabe

### Europa
In Europa (Stand: 2015) arbeiten Estland, Frankreich, Norwegen und die Schweiz an Systemen der elektronischen Stimmabgabe.
Im Rahmen der Organisation für Sicherheit und Zusammenarbeit in Europa/Office for Democratic Institutions and Human Rights (OSZE/ODIHR) und des Europarats wird die elektronische Stimmabgabe über das Internet thematisiert.
2004 hat der Europarat Empfehlungen über rechtliche, operative und technische Standards für E-Voting verabschiedet. 2010 kamen Richtlinien zur Transparenz und zur Zertifizierung der Systeme der elektronischen Stimmabgabe hinzu.
Alle zwei Jahre findet ein Review Meeting der interessierten Mitgliedstaaten über die Umsetzung der Empfehlung statt. 2014 waren es fünfzehn Mitgliedstaaten. Die Empfehlung soll im Laufe der nächsten Budgetperiode des Europarates (2016–2017) überarbeitet werden, in einer Gruppe, die aus Vertretern der staatlichen Behörden besteht und von Personen aus Wissenschaft, Wirtschaft und Zivilgesellschaft unterstützt werden soll.

#### E-Collecting
Am 1. April 2012 ist die Europäische Bürgerinitiative (EBI) in Kraft getreten. Mit der Sammlung von einer Million Unterschriften – entspricht etwa 0,2 Prozent der EU-Bevölkerung – aus mindestens sieben Mitgliedstaaten innerhalb der EU kann die Europäische Kommission aufgefordert werden, Vorschläge für europäische Rechtsakte vorzulegen oder europäische Rechtsvorschriften zu ändern. Die Unterschriften können – neben der konventionellen «Unterstützungsbekundung» auf herkömmlichem Weg mit der Unterschrift auf Papier – auch auf elektronischem Wege gesammelt werden. Für das Sammeln von Unterschriften auf elektronischem Weg wurde ein neuer rechtlicher Rahmen geschaffen und ein elektronisches System aufgebaut. Die Kommission stellt dafür Software mit offenen Quellcodes zum Sammeln von Online-Unterschriften bereit. Das Online-Sammelsystem ist von einem Mitgliedstaat der Wahl vorab zertifizieren zu lassen. Jeder Mitgliedstaat benennt dafür die zuständige Behörde.

#### Systeme
- ECI Online Collection System (OCS, auch ECI Online Collection Software) – der EU-Kommission, seit 2012, in mehreren Schritten des online Unterschreibens[8][9]
- OpenECI – der ECI Campaign und Campact: Democracy in Action, seit Ende 2015, mit erstem Einsatz bei der EBI Fair Transport Europe – mit einem Schritt des Unterschreibens, kann einfach in Webseiten integriert werden, unterstützt soziale Medien und Management der Kanäle und Partner, API zur statistischen Auswertungen, einfache und zuverlässige Unterschriftenverarbeitung, Fehlerüberprüfung, läuft auch auf Smartphones und Tablets, automatische Erkennung von Sprache und Land über IP-Adresse[9]

### Schweiz
Heute ist die elektronische Teilnahme an Wahlen und Abstimmungen nicht mehr möglich. Bis Anfang 2019 wurde E-Voting in zehn Kantonen angeboten. An seiner Sitzung vom 26. Juni 2019 hat der Bundesrat der Bundeskanzlei den Auftrag erteilt, bis Ende 2020 mit den Kantonen eine Neuausrichtung des Versuchsbetriebs zu konzipieren.
Die elektronische Stimmabgabe geht auf das im Jahr 2000 von Bund und Kantonen lancierte Projekt Vote électronique zurück. Ab 2004 wurden in den Kantonen Genf, Neuenburg und Zürich erste Versuche bei eidgenössischen Abstimmungen durchgeführt. Im Jahr 2007 haben Bundesrat und Parlament die schrittweise Einführung der elektronischen Stimmabgabe beschlossen. Dabei wurden vier Entwicklungsstufen vorgesehen:
1. Phase: e-Voting / Elektronisches Abstimmen / Vote électronique – im Rahmen von Abstimmungen (aktueller Stand 2015)
2. Phase: e-Voting / Elektronisches Wählen / Vote électronique – im Rahmen von Wahlen (aktueller Stand 2015)
3. Phase: e-Collecting / Elektronisches Unterschriftensammeln – elektronische Unterzeichnung von Initiativen und Referenden
4. Phase: Elektronische Wahlvorschläge – elektronische Unterzeichnung von Wahlvorschlägen, elektronische Signatur der Kandidatenlisten (e-Collecting, e-Signature)

Bei den Nationalrats-Wahlen 2011 ging Vote électronique in seine zweite Umsetzungsphase über.

#### Systeme
Im Rahmen des Projekts Vote électronique wurden bisher drei verschiedene Systeme eingesetzt:
- Die von Unisys entwickelte Plattform des 2009 gegründeten Consortium Vote électronique,[14] dem die Kantone Aargau, Freiburg, Glarus, Graubünden, Schaffhausen, St. Gallen, Solothurn, Thurgau und Zürich angehörten. Nachdem jedoch der Bundesrat entschieden hatte, das System für die eidgenössischen Parlamentswahlen vom 18. Oktober 2015 nicht zuzulassen,[15] wurde das System nicht mehr weiterentwickelt und das Consortium Vote électronique 2015 aufgelöst.[16][17]
- Das vom Kanton Genf entwickelte CHVote,[18] welches auch von den Kantonen Basel-Stadt, Bern und Luzern genutzt wird und ab 2017 zudem in den Kantonen St. Gallen und Aargau zum Einsatz kommen soll. Das System war 2013 in die Schlagzeilen geraten, nachdem der Genfer Sicherheitsspezialist Sebastien Andrivet aufgezeigt hatte, wie man über eine Schwachstelle Malware in die Rechner der Stimmbürger einschleusen und ihre Stimmabgabe manipulieren kann.[19] 2015 hatte zudem ein Journalist des Westschweizer Fernsehens RTS nachgewiesen, dass unter bestimmten Umständen eine doppelte Stimmabgabe möglich ist.[20] Ende 2016 hat die Genfer Kantonsregierung beschlossen, den Quellcode von CHVote unter der GNU Affero General Public License zu veröffentlichen.[21] Im November 2018 hat der Kanton Genf angekündigt, das System aus Kostengründen per Februar 2020 einzustellen.[22] Die E-Voting Group der Berner Fachhochschule implementierte die formale Spezifikation CHVote von Grund auf neu.[23] Die Implementation ist unter dem Namen OpenCHVote als Open Source unter der Apache-Lizenz frei verfügbar.[24]
- Die von der Schweizerischen Post im Auftrag des Kantons Neuenburg bereitgestellte, aber vom spanischen Unternehmen Scytl[25] gelieferte Lösung,[26][27] welche bei der eidgenössischen Volksabstimmung vom 27. November 2016 auch erstmals im Kanton Freiburg eingesetzt wurde.[28] Auch die Post hat angekündigt, den Quellcode ihrer Lösung zu veröffentlichen; bisher wurden diverse technischen Dokumentationen publiziert, welche das Verfahren für Fachpersonen erklären.[29]

#### Neuste Entwicklung
Am 6. April 2017 fällte der Bundesrat den Grundsatzentscheid, die elektronische Stimmabgabe für alle Schweizer Stimmbürger einzuführen. Der Beschluss verlangt, dass die eingesetzte technische Plattform quelloffen sein muss. Nach der Annahme eines Postulats von Nationalrat Marcel Dobler am 12. Juni 2017 muss der Bundesrat zudem prüfen, ob das E-Voting vollständig papierlos umgesetzt werden kann.
Anfang April 2018 weigerte sich das Parlament des Kantons Uri, die vom Bund eigentlich erwartete kantonale Gesetzesgrundlage für E-Voting zu schaffen. Es gab zudem 2018 Bestrebungen, die Einführung durch eine Volksinitiative zu verhindern. Am 19. Dezember hat der Bundesrat die bis Ende April 2019 dauernde Vernehmlassung eröffnet.

#### E-Collecting
In seinem Grundsatzentscheid zum E-Voting vom 6. April 2017 sprach sich der Bundesrat gegen das E-Collecting bei der Unterschriftensammlung für Referenden oder Initiativen aus. Er bekräftigte diese Haltung am 17. Mai 2018, indem er eine Motion von Nationalrat Franz Grüter zu diesem Thema zur Ablehnung empfahl.

#### E-Counting
Das Zählen von Stimmzetteln mit technischen Mitteln (d. h. Zählmaschinen und Präzisionswaagen) als Alternative zur Handauszählung ist bei eidgenössischen Volksabstimmungen seit 2003 zulässig. Seit 2016 dürfen Kantone und Gemeinden zudem Stimmzettel von eidgenössischen Volksabstimmungen elektronisch auswerten, ohne hierfür eine Genehmigung des Bundes einzuholen. Entsprechende E-Counting-Systeme sind gemäß Bundesrat bereits in den Kantonen Basel-Stadt, Bern, Freiburg, Genf, St. Gallen und Waadt im Einsatz. Andererseits wird das E-Counting von der Digitalen Gesellschaft, vom Chaos Computer Club und von linken Politikern generell in Frage gestellt. Als Argument dienten unter anderem Unregelmäßigkeiten, die bei einer Stichprobe in der Stadt Bern im Jahr 2014 festgestellt wurden.

## Formen
Es gibt viele verschiedene Formen der elektronischen Stimmabgabe. Auf staatlicher Ebene können u. a. folgende Systeme angewendet werden:
- Vernetzte Wahllokale
- elektronische Wahlmaschinen
- E-Voting mit Wahlkiosken
- Internetwahlen

Elektronische Stimmabgabe, vor allem elektronische Präsenzabstimmungen und Internetwahlsysteme können auch bei Wahlen in Vereinen, Aktiengesellschaften und ähnlichen Organisationen Anwendung finden.

### Formen der elektronischen Stimmabgabe

#### Internet, WWW
- Internetwahlen, I-Voting – Bei Internet- beziehungsweise Onlinewahlen – auch I-Voting – kann der Wähler von jedem beliebigen PC, der über eine Internetverbindung verfügt, aus wählen. Dies kann entweder mit Hilfe beliebiger Webbrowser, mittels E-Mail-Clients oder mittels spezieller Voting-Client-Software geschehen.
- Web-Polls – Hierbei handelt es sich um einfache Abstimmungen auf Web-Seiten, die nicht die Korrektheit des Wahlergebnisses und die Einhaltung der Anonymität garantieren. Web-Polls können deshalb nicht für ernsthafte Wahlen in Betracht gezogen werden.
- Mobile-Voting, SMS-Voting – Bei Wahlen über SMS kann die Stimme mit einer Kurznachricht abgegeben werden. In Estland konnten zur Parlamentswahl 2011 die Stimmen auch per SMS abgegeben werden. Jeder Wahlberechtigte konnte mit einer personalisierten SIM-Karte abstimmen.

#### Geräte, einzeln, vernetzt
- E-Counting – Papierbasierte Wahlzettel werden durch Texterkennungssysteme ausgewertet und die Ergebnisse kumuliert.
- Elektronische Präsenzabstimmungen – Diese werden zu verschiedenen Anlässen und für diverse Themen benutzt, um Interaktionsprozesse mit einem Publikum zu erzeugen. Die Personen im Publikum erhalten jeweils ein Handgerät, welches mit Zahlen oder Buchstaben beschriftete Knöpfe zur Abstimmung aufweist. Die Stimmen der Teilnehmer werden per Kabel oder Funk (sog. Mobited-System) an einen zentralen Rechner gesendet und dort aufbereitet. Einsatzgebiete sind z. B. Konferenzen, Schulungen, Lehrevaluation, Prüfungen, Abstimmungen oder Quiz.
- Elektronische Wahl mit Wahlkiosken – Die Wahl findet an elektronischen Wahlmaschinen statt, welche untereinander vernetzt sind. Somit ist eine manuelle Addition der Ergebnisse der einzelnen Wahlmaschinen nicht notwendig.
- Elektronische Wahlgeräte – Es handelt sich hier um Wahlgeräte, die elektronisch den Wählerwillen in Wahllokalen erfassen. Sie sind nicht miteinander vernetzt. Die Stimmberechtigung der Wähler wird manuell überprüft. Die Teilergebnisse der einzelnen elektronischen Wahlmaschinen werden nach Ende des Wahlvorgangs ermittelt und per Hand addiert. Der Einsatz findet unter anderem seit mehreren Jahren bei Wahlen in Indien statt. Seit 2014 werden indische Wahlgeräte auch bei Wahlen in Namibia eingesetzt.
- Vernetzte Wahllokale – Mehrere Wahllokale werden untereinander vernetzt, so dass für alle Wahllokale eine einzige Wählerliste vorliegt. Somit kann jeder Wähler in einem beliebigen Wahllokal wählen. Der Wahlvorgang selber erfolgt nicht elektronisch.

### Formen des kryptografischen E-Voting
- Bingo Voting – Elektronische Stimmabgabe mit anschließendem Ausdruck eines Papierbelegs
- Punchscan – Papiergebundene Stimmabgabe mit Papierbeleg für den Wähler sowie elektronisch unterstützter Auszählung der Stimmen

## Vor- und Nachteile
Das Konzept der elektronischen Stimmabgabe bzw. E-Voting birgt laut Meinung von Experten sowohl zahlreiche Vor- als auch Nachteile. So meinte die amerikanische Sicherheitsexpertin Barbara Simons: „Internet-Wahlen werden in manchen Ländern von Lieferanten, Abstimmungsbehörden und Wohlmeinenden, welche die dabei bestehenden Risiken nicht richtig verstehen, forciert.“ Der Berner Informatiker Niklaus Ragaz, der in seinem NZZ-Artikel Barbara Simons zitiert, meinte: „Wenn man manche Kommentare zum Genfer Fall liest (z. B. man habe vermeiden wollen, dass Medien das E-Voting schlechtmachten), kann man dem nur zustimmen. Gefährden wir unsere demokratischen Institutionen nicht durch falsche Technikbegeisterung.“ Experten führen des Weiteren pro- und contra-Argumente an, zugehörig zu den Oberbegriffen Zugänglichkeit, Sicherheit, Ökonomische Anreize u. a.
Zugänglichkeit
Ähnlich zur Briefwahl, könnte Zugang zu Wahlen für Bürger durch die Option für eine elektronische Stimmabgabe erleichtert werden, welche aufgrund von äußeren Einflüssen gegebenenfalls an einer physischen Stimmabgabe andernfalls nicht hätten teilnehmen können. Beispielsweise könnte eine elektronische Wahl Bürger, welche sich zur Zeit der Wahl im Ausland befinden, eine Alternative zur Briefwahl darstellen, da anders als bei einer Briefwahl online keine Wahlunterlagen beantragt werden müssten.
Andererseits schätzen einige Experten genau diese Zugänglichkeit als potentiell problematisch ein. Anders als bei einer physischen Wahl in der Bürger gezwungen sind direkt ein Wahllokal aufzusuchen um ihre Stimme abzugeben, oder bei einer Briefwahl, in der Bürger gezwungen sind Wahlunterlagen zu beantragen, gibt es bei einer elektronischen Wahl nur geringen Aufwand, um an einer Wahl teilzunehmen. Experten sehen hierin die Gefahr des „junk Votings“, bei dem Wähler ohne sich vorher ausgiebig zu informieren, aus dem Affekt abstimmen. Anders ausgedrückt, Bürger könnten versucht sein, ‚nebenbei zu wählen‘, da der unterbewusste Wert der einer Wahl beigemessen wird sinkt, durch den geringen Aufwand der mit der Wahl verbunden ist.
Sicherheit
Menschliche Fehler bei der Stimmauszählung großer Wahlen sind fast unvermeidbar. Als Resultat kommt es immer wieder zu Neuauszählungen von Wahlen um sicher zu gehen, dass das Ergebnis rechtskräftig ist. Elektronische Stimmabgaben ermöglichen es Stimmen automatisch auszuzählen, ohne lange Wartezeiten mit potentiell geringer Fehlerquote. Hierbei sind jedoch technische Bedenken zu beachten die bei der Internetwahl entscheidend sind, welche gegebenenfalls die Fehlerquote negativ beeinflussen könnten.
Neben technischer Bedenken gibt es ebenfalls die Gefahr, dass Bürger beeinflusst werden könnten für oder gegen einen Wahlausgang zu stimmen, da anders als bei einer physischen Wahl, nicht gewährleistet werden kann, dass Dritte auf die Wahl Einfluss nehmen.
Ökonomische Perspektive
Aus ökonomischer Sicht bieten elektronische Wahlen bzw. E-Voting das Potential die Kosten die mit der Organisation einer Wahl verbunden sind, deutlich zu reduzieren. Als Beispiel, die Bundestagswahl in Deutschland im Jahr 2017 kostete den deutschen Staat insgesamt 92 Millionen Euro, für 2021 stiegen die kosten abermals auf über 100 Millionen Euro. Sowohl Wahllokale als auch die Briefwahl verursachen Kosten für den Staat, welche durch elektronische Wahlen reduziert werden könnten. Sobald eine Software bzw. Platform entwickelt und eingeführt ist, belaufen sich die Kosten für kommende Wahlen lediglich auf die Instandhaltungskosten sowohl als auch auf Kosten die durch Verbesserungen bzw. Änderungen der Software entstehen.

### Deutschland
- Urteil über den Einsatz von Wahlcomputern (des Zweiten Senats des Bundesverfassungsgerichts, vom 3. März 2009 aufgrund der mündlichen Verhandlung vom 28. Oktober 2008 gegen den Beschluss des Deutschen Bundestages vom 14. Dezember 2006) – auf Web der Universität Bern

### Österreich
- E-Voting sollten wir nicht machen – Vortrag von Peter Purgathofer (TU-Wien), 3. März 2009

### Schweiz
- E-Voting neu ausrichten und stabilen Versuchsbetrieb sicherstellen – Informationen von E-Government Schweiz
- Vote électronique – Dossier auf der Website der Bundeskanzlei
- E-Voting in der Schweiz – Informationen auf dem offiziellen Portal ch.ch der Schweizer Behörden
- E-Democracy – Forschungsgruppe am Zentrum für Demokratie Aarau
- E-Voting Group (EVG) – Forschungsgruppe an der Berner Fachhochschule
- elektronische Unterschriftensammlung

### Vereinigtes Königreich
- May 2007 Election Report: Findings of the Open Rights Group Election Observation Mission in Scotland and England, Open Rights Group, June 2007 – Bericht einer Nichtregierungsorganisation über Modellwahlbezirke in Großbritannien (englisch, PDF, 899 kB)
- Technical Evaluation of Rushmoor Borough Council e-voting Pilot 2007, ACTICA, 31 July 2007 – Offizieller Bericht der Electoral Commission des UK über den E-Voting-Versuch in Großbritannien 2008 (englisch, PDF; 3,2 MB)